# Síndrome de polinização

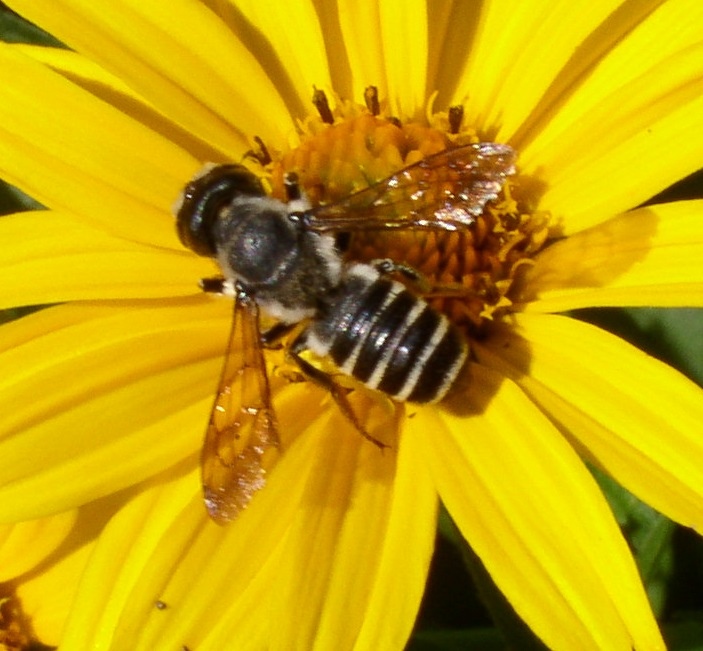
Abelha Megachile polinizando um girassol (Melitofilia).

A síndrome de polinização ou síndrome floral é um conjunto de características morfológicas de diferentes tipos de flores, naturalmente selecionadas e coevoluídas com diferentes vetores de polinização, podendo ser abióticos (vento e água) ou bióticos, como pássaros, abelhas, borboletas e assim por diante. Essas características as personalizam e as especificam a diferentes vetores e podem ser variações em forma, tamanho, cor, composição química do néctar, tempo de floração, dentre outras.

## Abiótico

### Anemofilia
Anemofilia ou anemogamia é a polinização das flores por ação do vento.
Plantas anemófilas apresentam adaptações especiais:
- Estigmas plumosos com ampla superfície, para receber os grãos de pólen
- Anteras com filetes longos e flexíveis, que oscilam com o vento, facilitando sua dispersão.
- Produzem um número muito grande' de grãos de pólen, pois a ação do vento é passiva e não direta, como no caso dos animais.

### Hidrofilia
(água)

## Biótico

Em plantas com características da síndrome biótica, a corola (pétala) pode ser suplementada pelo cálice, estame ou pistilo para se mostrar atraente à vetores bióticos.
Cada tipo de síndrome apresenta características correspondentes ao vetor de polinização. Por exemplo, flores polinizadas por moscas geralmente tem cores opacas, enquanto as polinizadas por pássaros tem formas mais finas e alongadas.

### Entomofilia

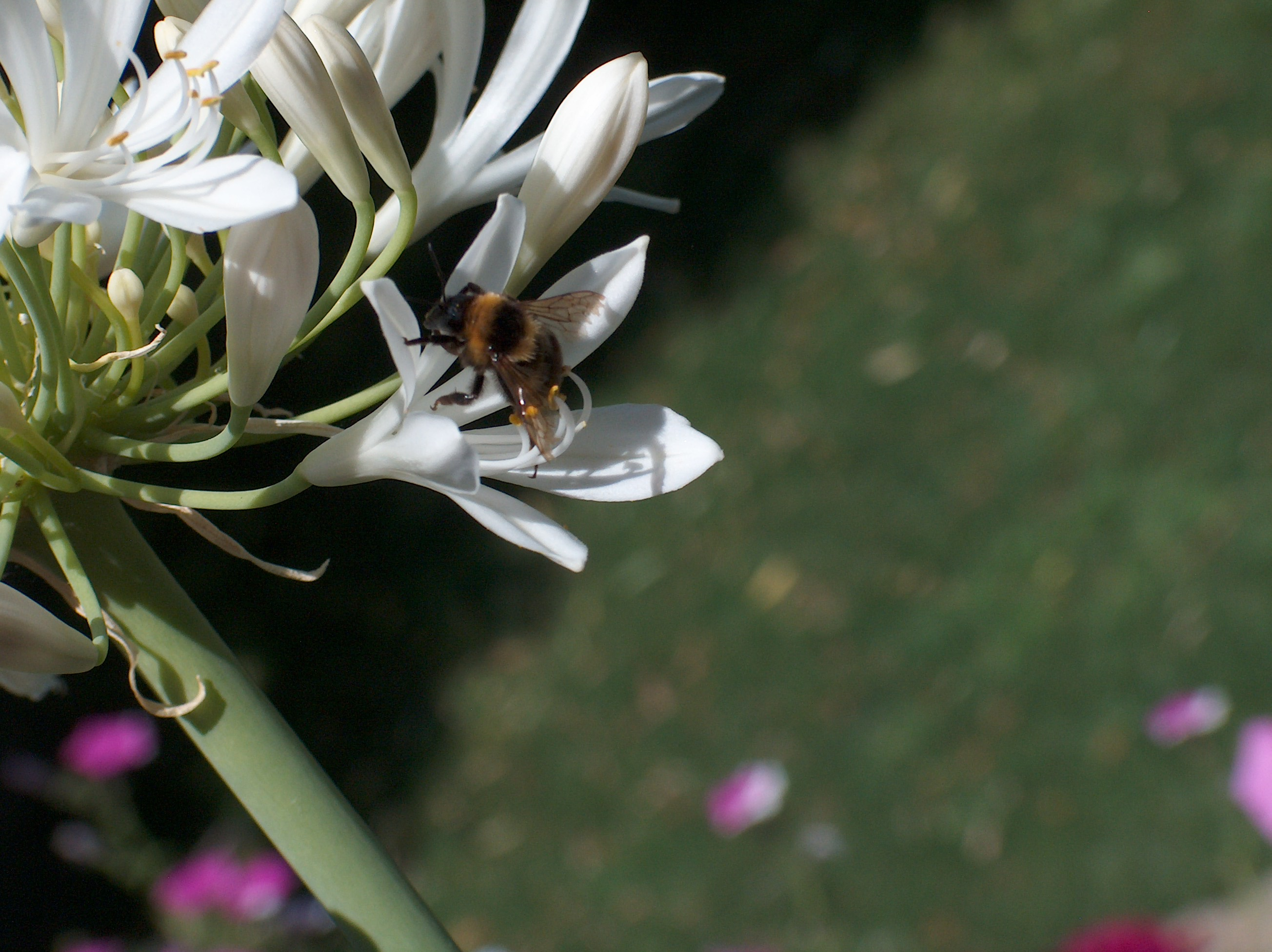
Insecto polinizando uma flor.

Entomofilia (cantaridofilia quando o insecto é um escaravelho) é o termo geral para todos os meios de polinização através de insetos, mas é mais usado para designar a polinização efetuada por abelhas, vespas e moscas. É um tipo de polinização cruzada característico de plantas alógamas. O inseto, ao tocar nos estames, leva no seu corpo o pólen, que depois será largado no estigma de outra flor.
Sem a polinização entomófila, muitas plantas deixariam de se reproduzir ou de produzir alimento ao homem, como por exemplo, a laranja, o café, as cucurbitáceas (abóbora, melão, melancia, chuchu e pepino), o quiabo, etc. Ela também é essencial na produção de sementes de certas espécies para propagação, como cebola, cenoura, brássicas (couves), etc.
As abelhas são os principais agentes entomófilos na agricultura comercial, porém em termos de fauna silvestre existem muitos tipos de insetos polinizadores, como as vespas, as quais muitas espécies contribuem para a polinização de muitas espécies de plantas, tanto potencialmente como efetivamente, sendo comprovadamente vetores de pólen , além de besouros, dípteros (moscas), borboletas, etc 

#### Cantarofilia

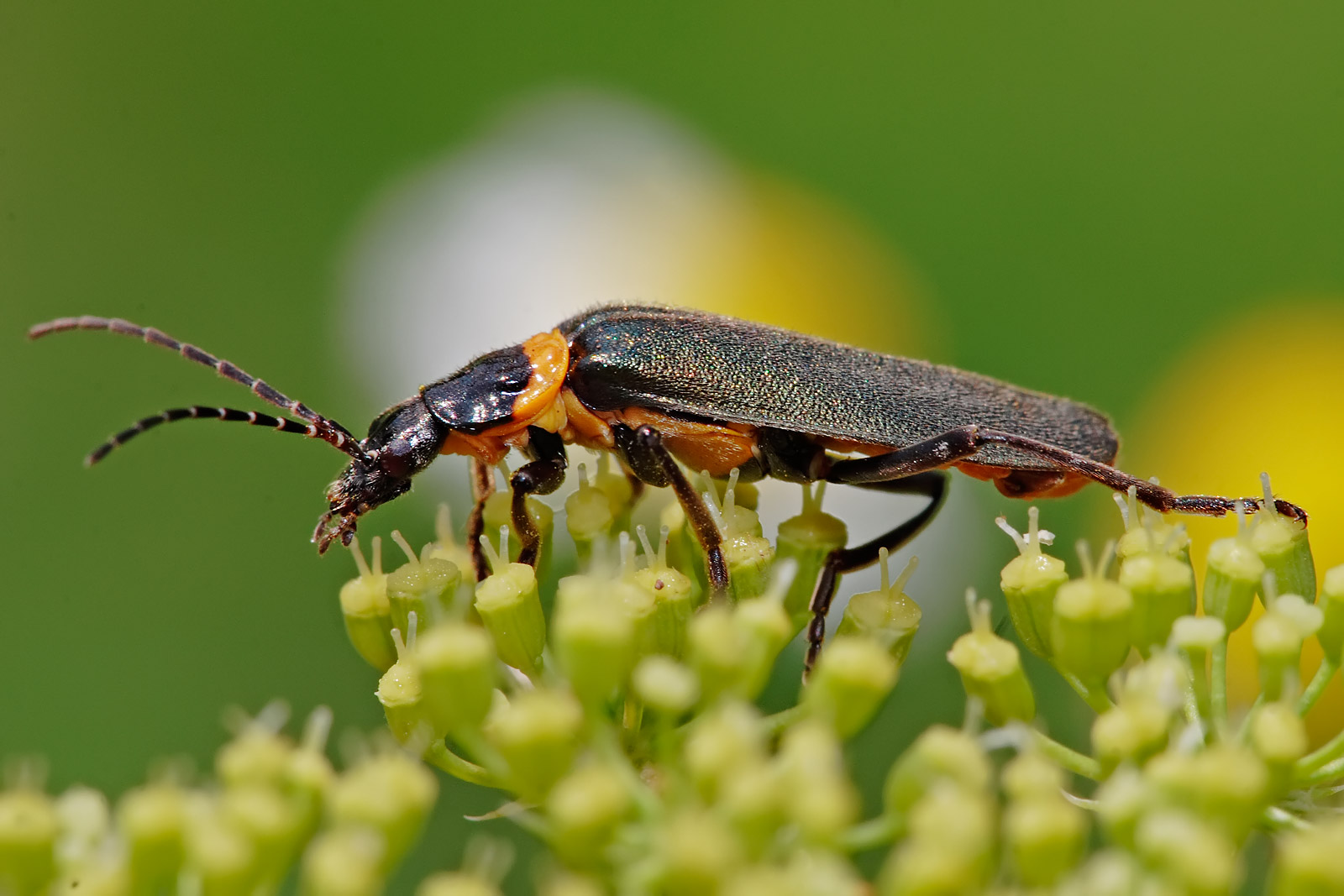
Besouro Chauliognathus lugubris visitando flores.

Cantarofilia classifica as plantas entomófilas, especialmente aquelas providas de grandes flores e com pólen abundante, polinizadas por coleópteros (besouros).
A expressão provém da família de coleópteros denominada Cantharidae (à qual pertence o Chauliognathus lugubris).

#### Miofilia ou Sapromiofilia
(moscas)

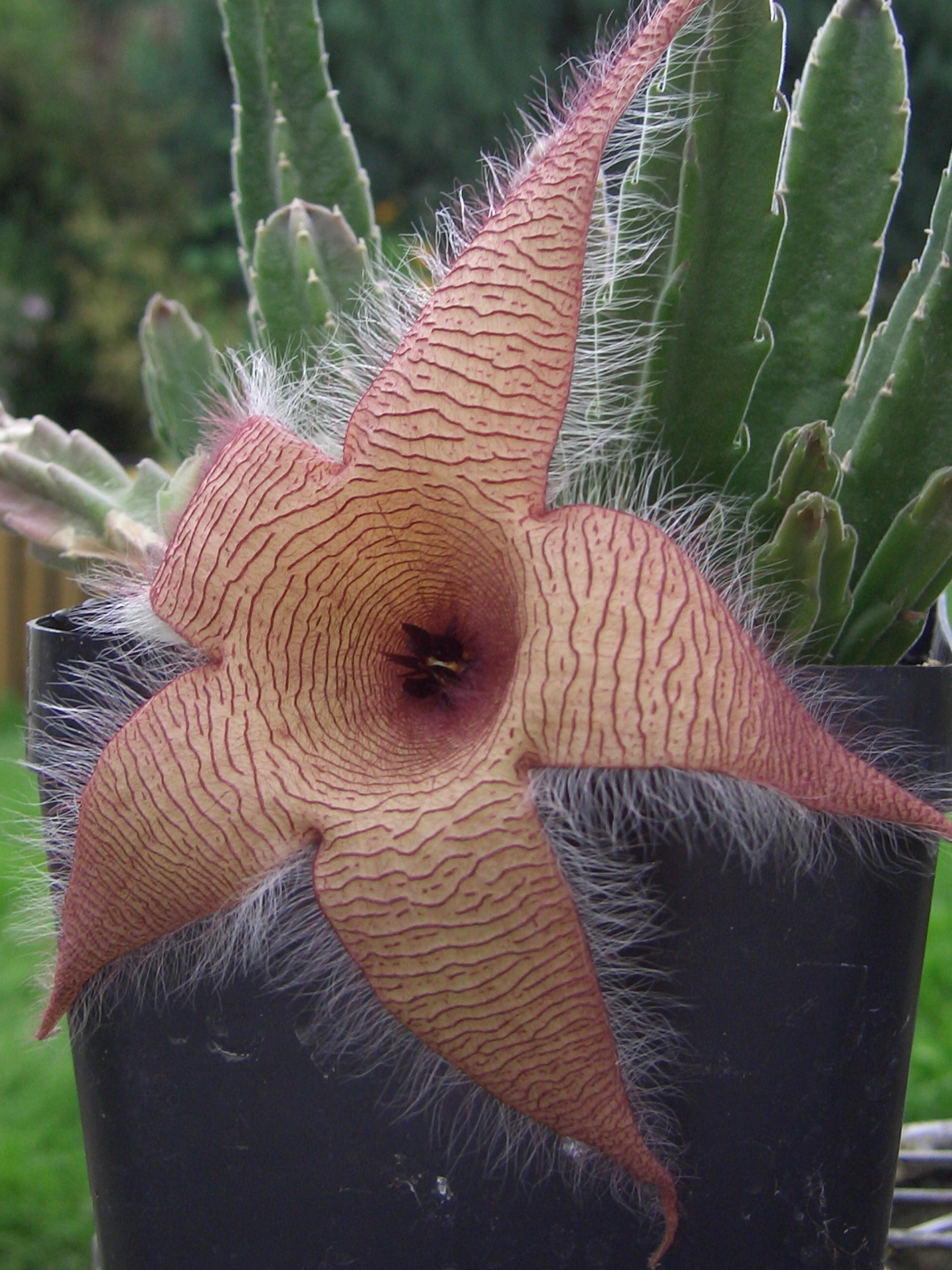
Stapelia gigantea
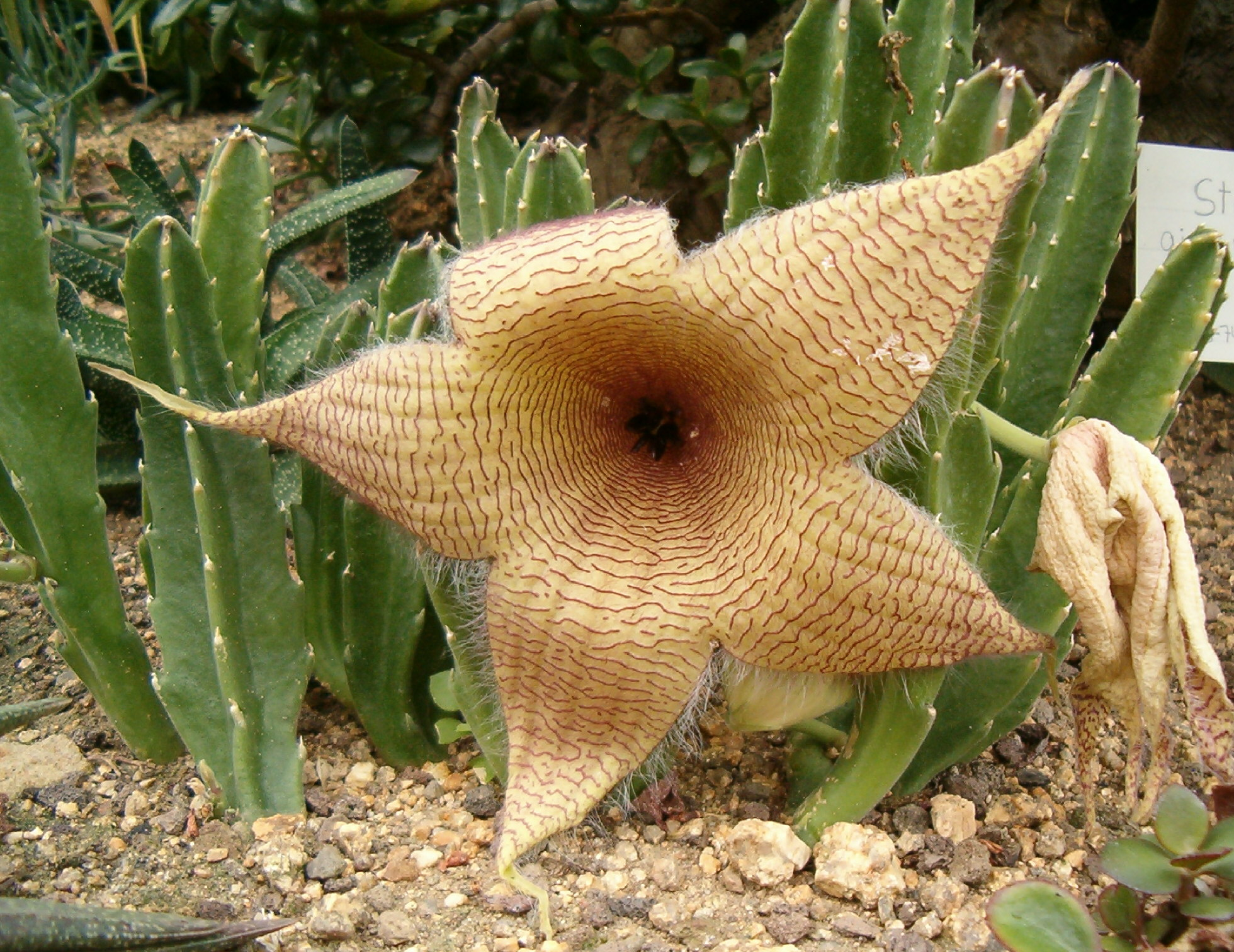
Stapelia gigantea
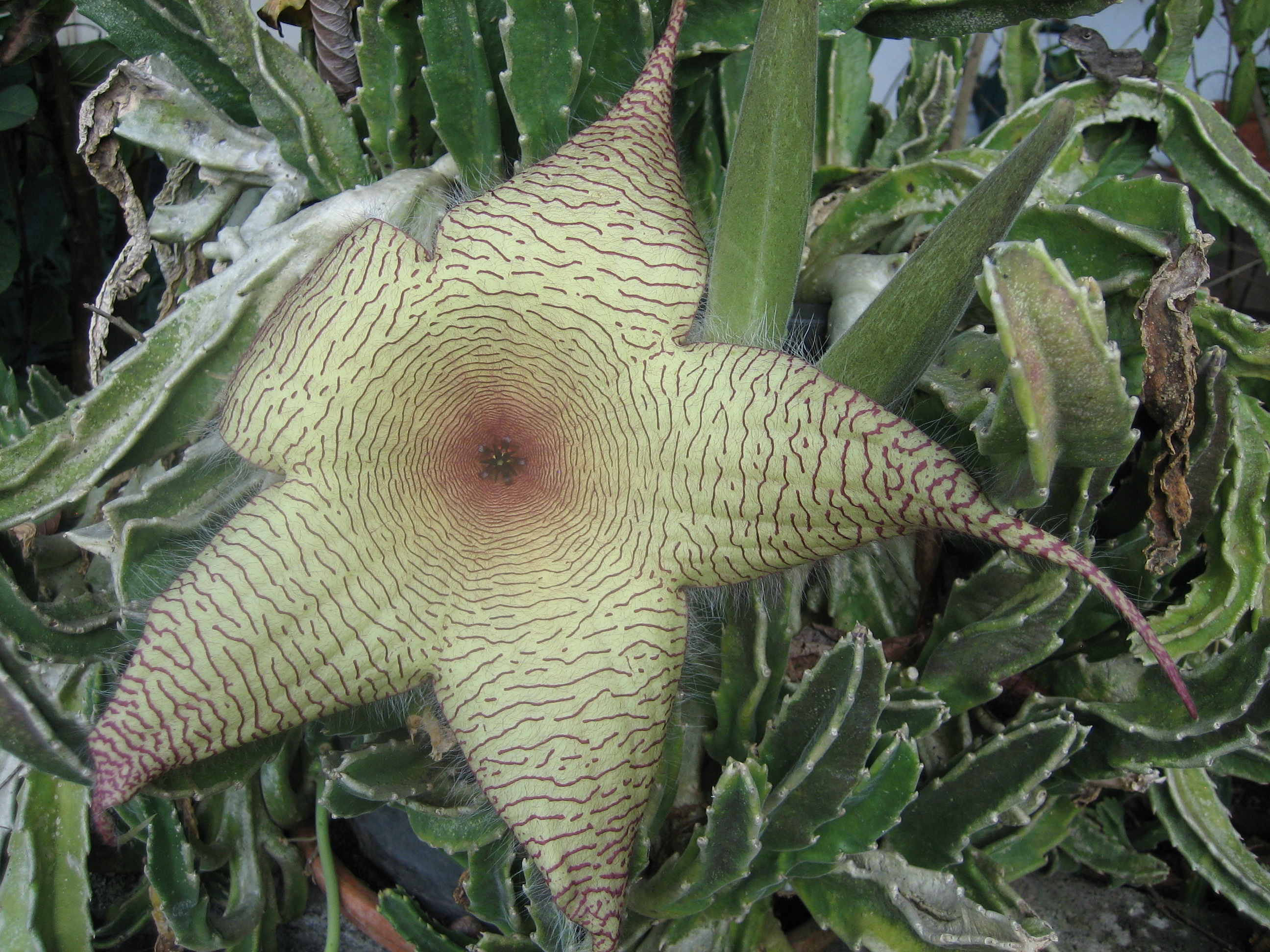
Stapelia gigantea

#### Melitofilia
(abelhas)
Melitofilia é a polinização de plantas realizadas por abelhas e vespas,ou outros insetos himenópteros, em particular abelhas e vespas, para que eles realizem a polinização. Os himenópteros têm um aparelho bucal de sucção e procuram estas plantas para se alimentar com néctar e pólen.
Etimologia (origem da palavra melitófilo). Mélito + filo. Diz-se da planta polinizada pelas abelhas.

#### Esfingofilia
(mariposas grandes)

#### Falenofilia
(mariposas pequenas)
Falenofilia é o tipo de polinização realizada por mariposas, que flutuam em frente à flor sem pousar. Utilizam suas proboscites falsas para chegar até ao nectário da flor. Polinizam geralmente flores tubulosas grandes, onde colocam suas proboscites largas.

#### Psicofilia
A Psicofilia é a polinização em flores efetuada por borboletas. Geralmente apresentam o néctar no fundo do tubo da corola, onde apenas o largo aparato bucal das borboletas podem chegar. As flores que atraem borboletas noturnas normalmente são de cores pouco intensas e de cheiros fortes.

#### Mirmecofilia
(formigas)

### Ornitofilia
É a polinização feita por aves, principalmente por espécies que se especializam a alimentação de néctar, incluindo beija-flores, Nectariniidae, papa-açúcares, Meliphagidae, Dicaeidae e Cyanerpes, a maioria dos quais com as contas muito estreitas bem adaptados para sondar flores. No entanto, muitas aves de bico mais curto também podem polinizar, incluindo olhos-brancos, Cambacicas, Diglossa e Loriinis; Muitos desses têm dietas mais generalizadas, se alimentando também de insetos, frutas e sementes (pássaros de bico curto podem também capturar o néctar das flores compridas, como na imagem do pássaro Diglossa mostrada abaixo). Beija-flores são o grupo mais antigo de aves especialista em néctar, com o maior grau de especialização em néctar. Flores polinizadas por nectarívoros especializados tendem a ter tubos compridos, vermelhos ou laranja com muito néctar diluído secretados durante o dia. Como as aves não têm forte resposta ao cheiro, o néctar tende a ser inodoro. As flores polinizadas por pássaros generalistas são frequentemente mais curtas e largas. Os beija-flores são frequentemente associados a flores pendentes, enquanto que os passarinhos precisam de uma plataforma de aterrissagem e para isso a estrutura das flores precisam ser mais robustas.

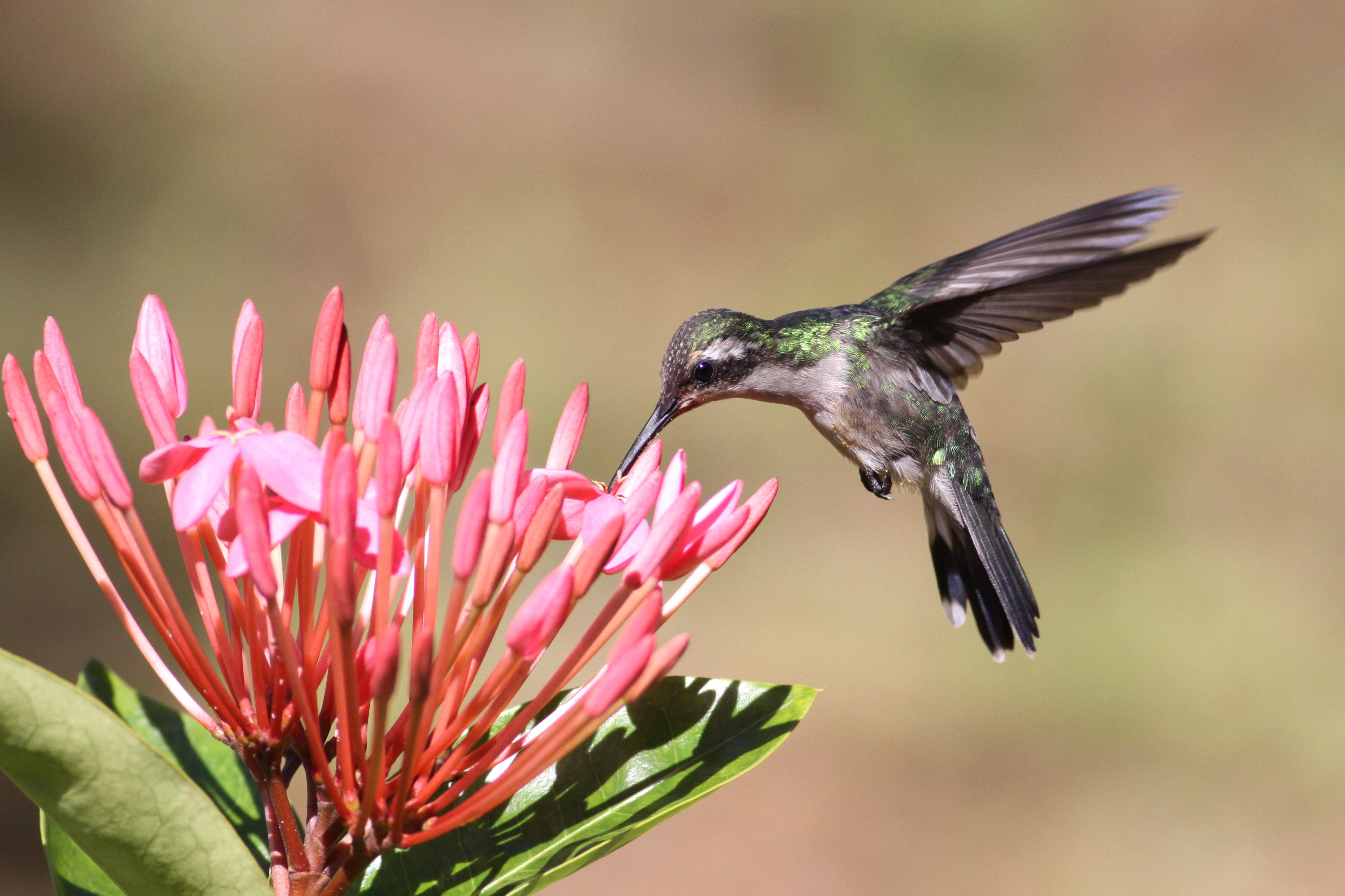
Beija flor Chlorostilbon canivetii polinizando uma Ixora sp.
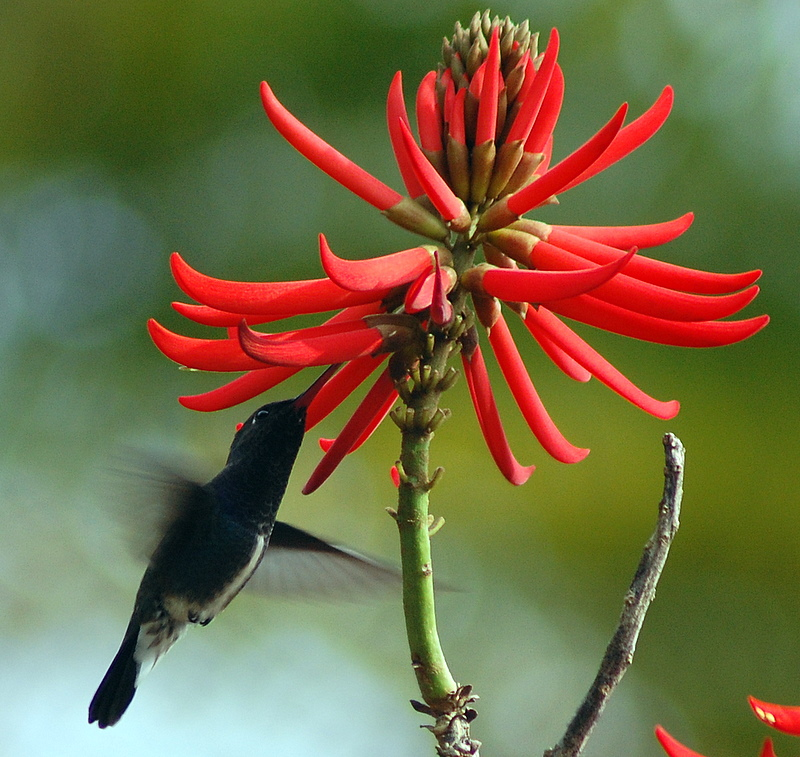
Beija-flor-de-garganta-verde Amazilia fimbriata polinizando uma Erythrina speciosa
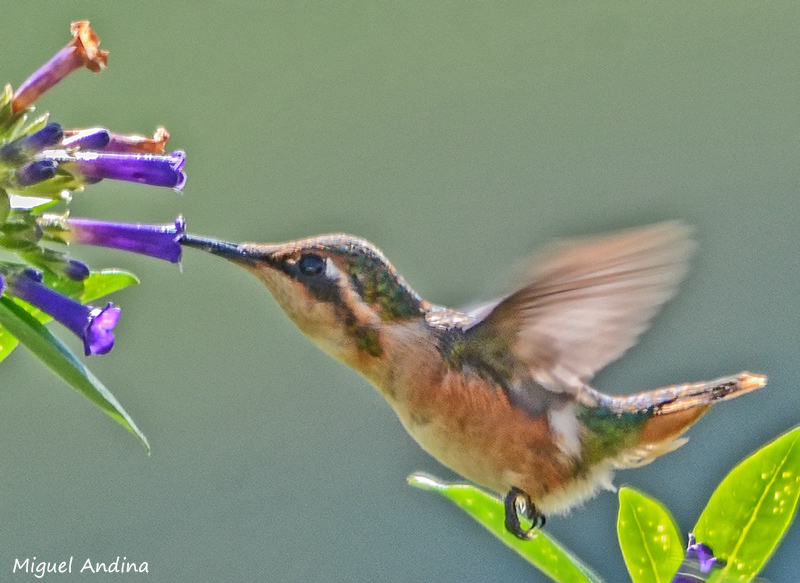
Beija flor Microstilbon burmeisteri em contato com uma Iochroma cyaneum
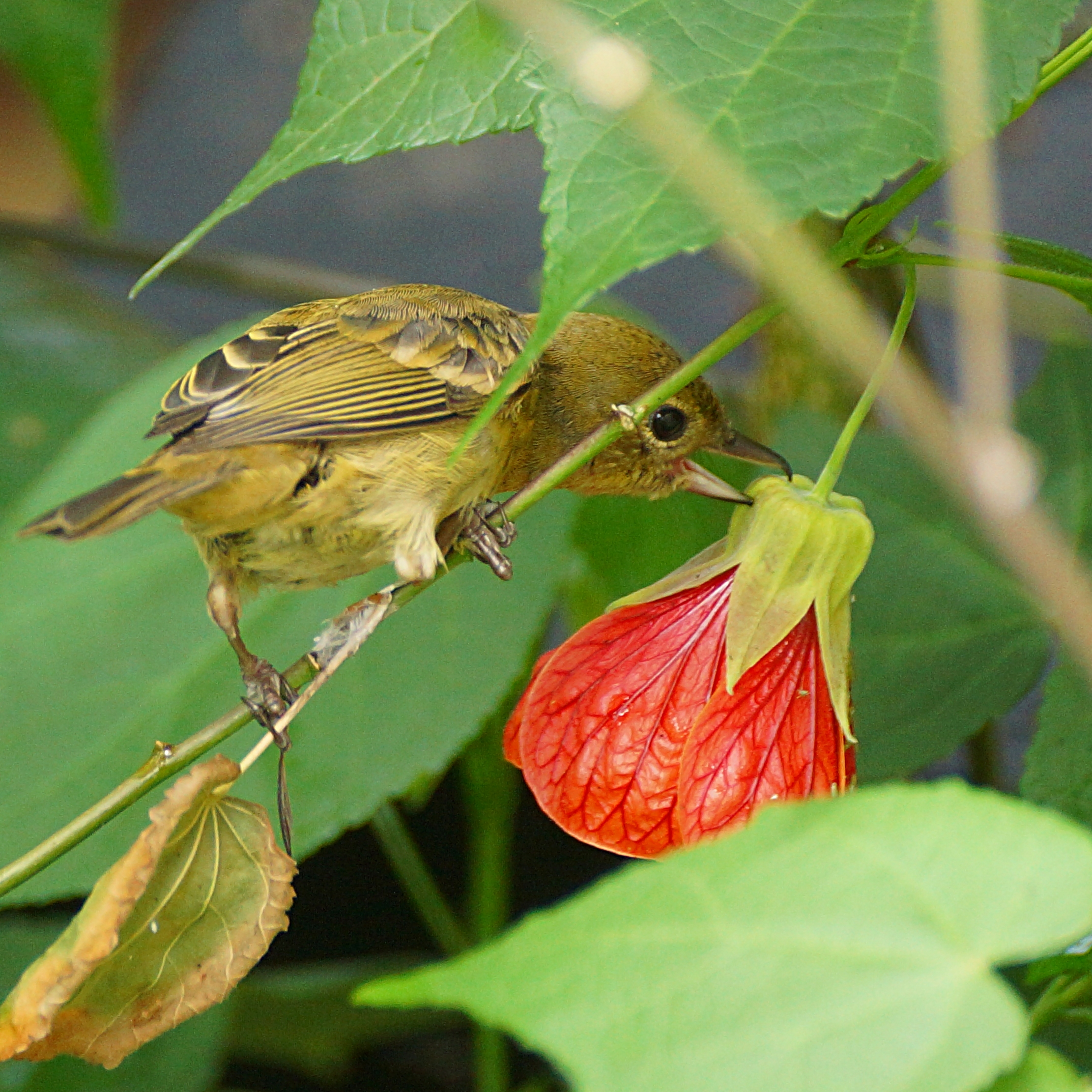
Uma Diglossa sittoides roubando o nectar de uma Abutilon

### Quiropterofilia
São flores polinizadas por morcegos, são grandes e chamativas, brancas ou de cores claras, abrem durante a noite com fortes odores de mofo, tem formatos de sino ou de bola de estames, mas também podem ter tubos longos que são acessados por morcegos de língua longa. As flores são normalmente afastadas do tronco ou de outras obstruções. Fornecem o néctar à Morcegos por longos períodos de tempo. A visão, o olfato e a localização por eco são usados inicialmente para encontrar estas flores, e uma excelente memória espacial é usada para visitá-las repetidamente. De fato, morcegos podem identificar flores produtoras de néctar usando a ecolocalização. No continente americano, as flores polinizadas por morcegos são frequentemente compostas de enxofre, mas isso não acontece em outras partes do mundo. Plantas polinizadas por morcegos têm pólen maior que outras.

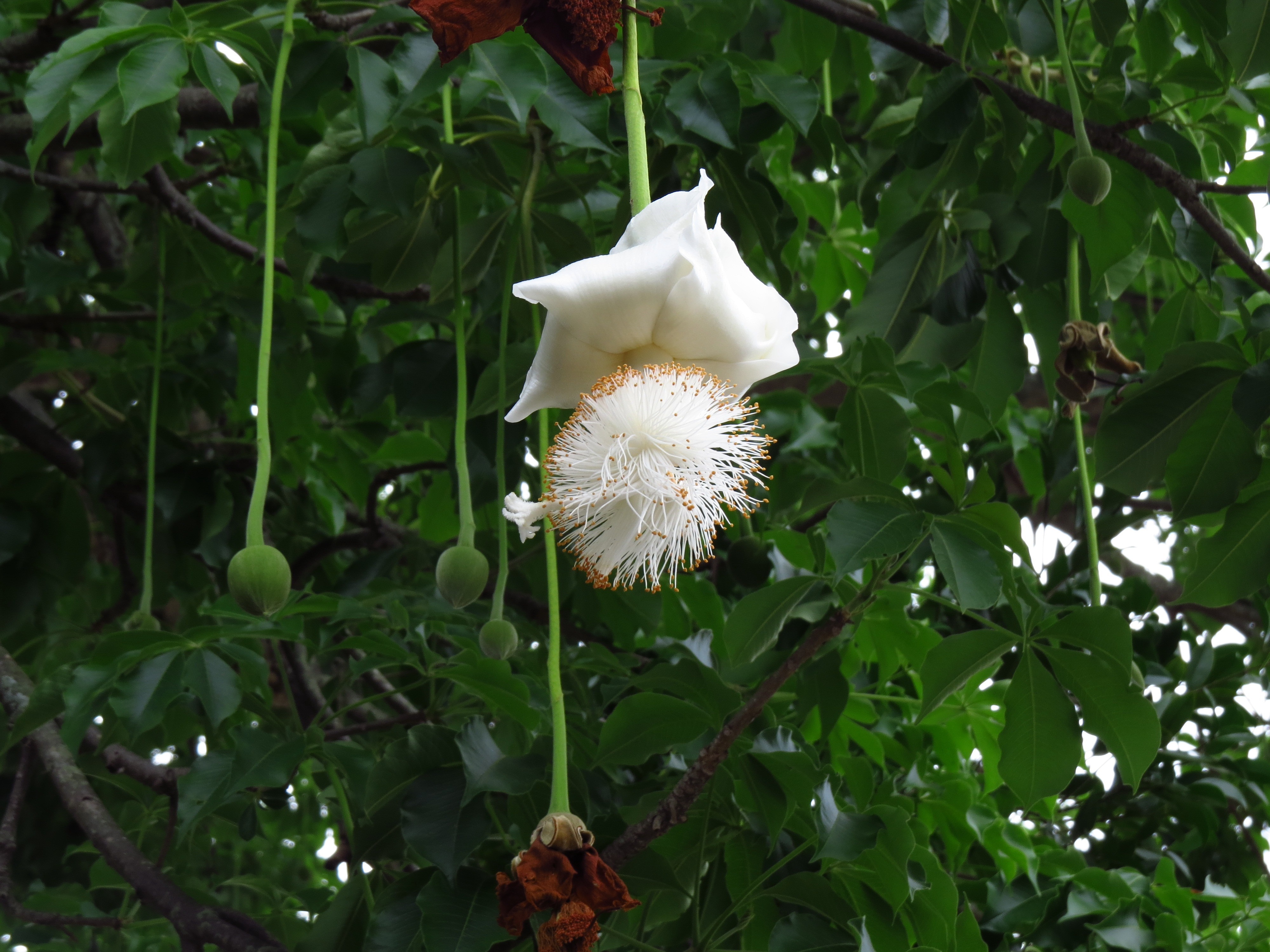
Adansonia digitata
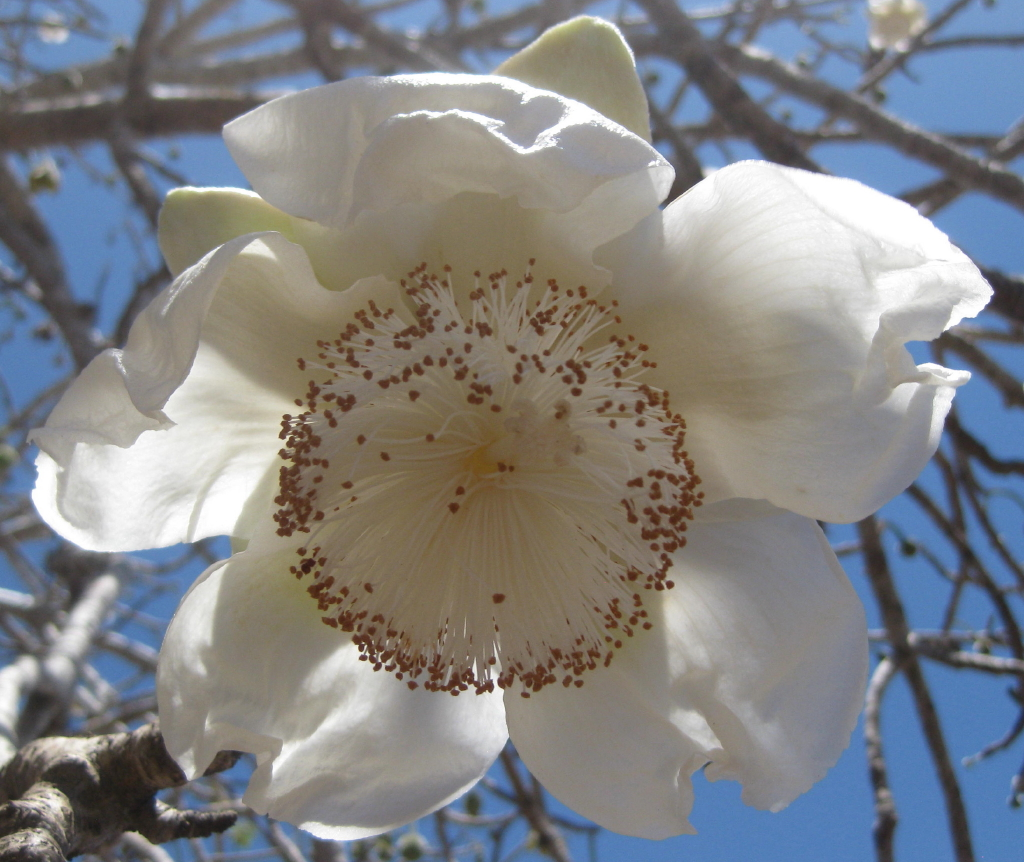
Adansonia digitata
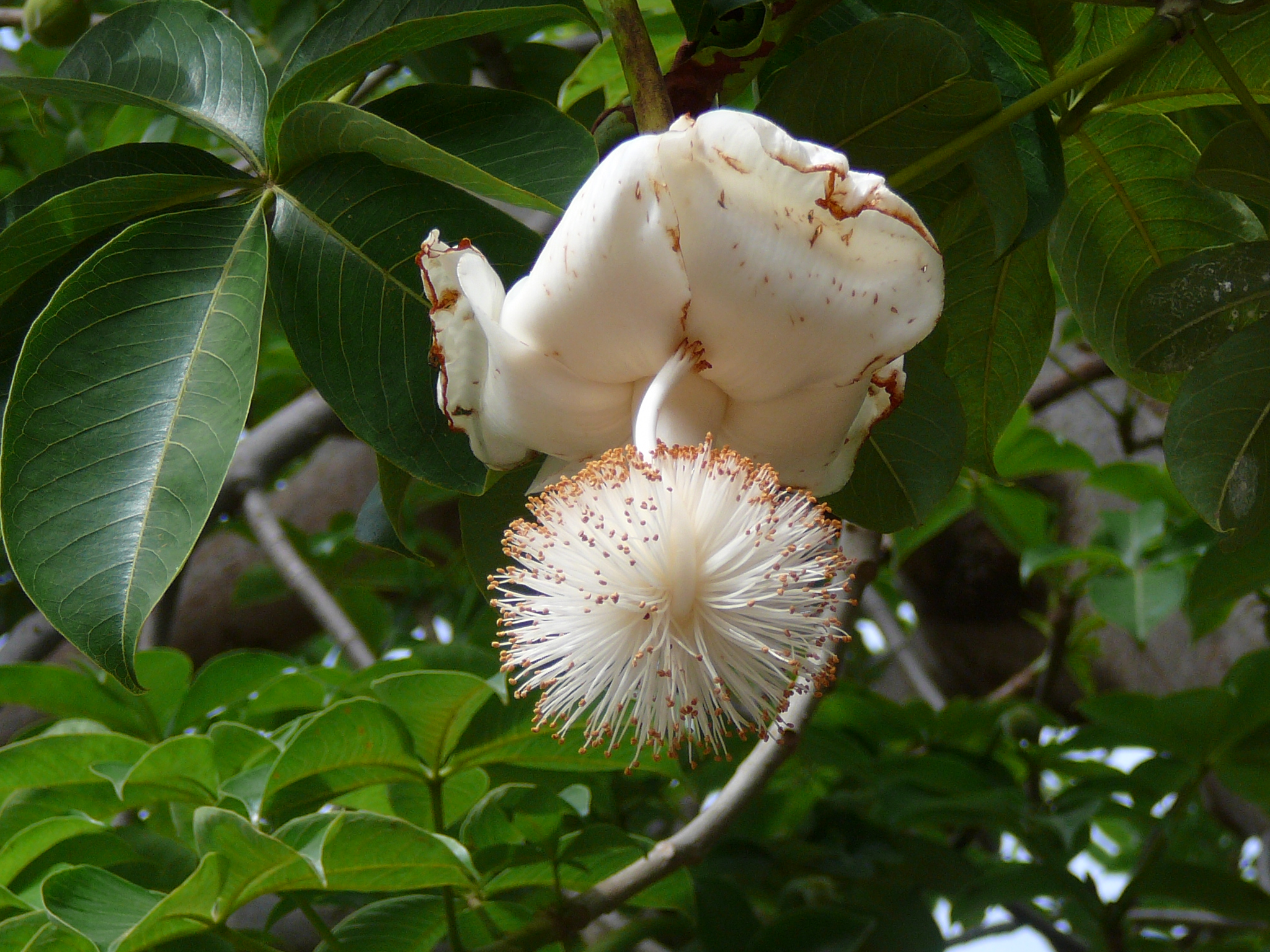
Adansonia digitata
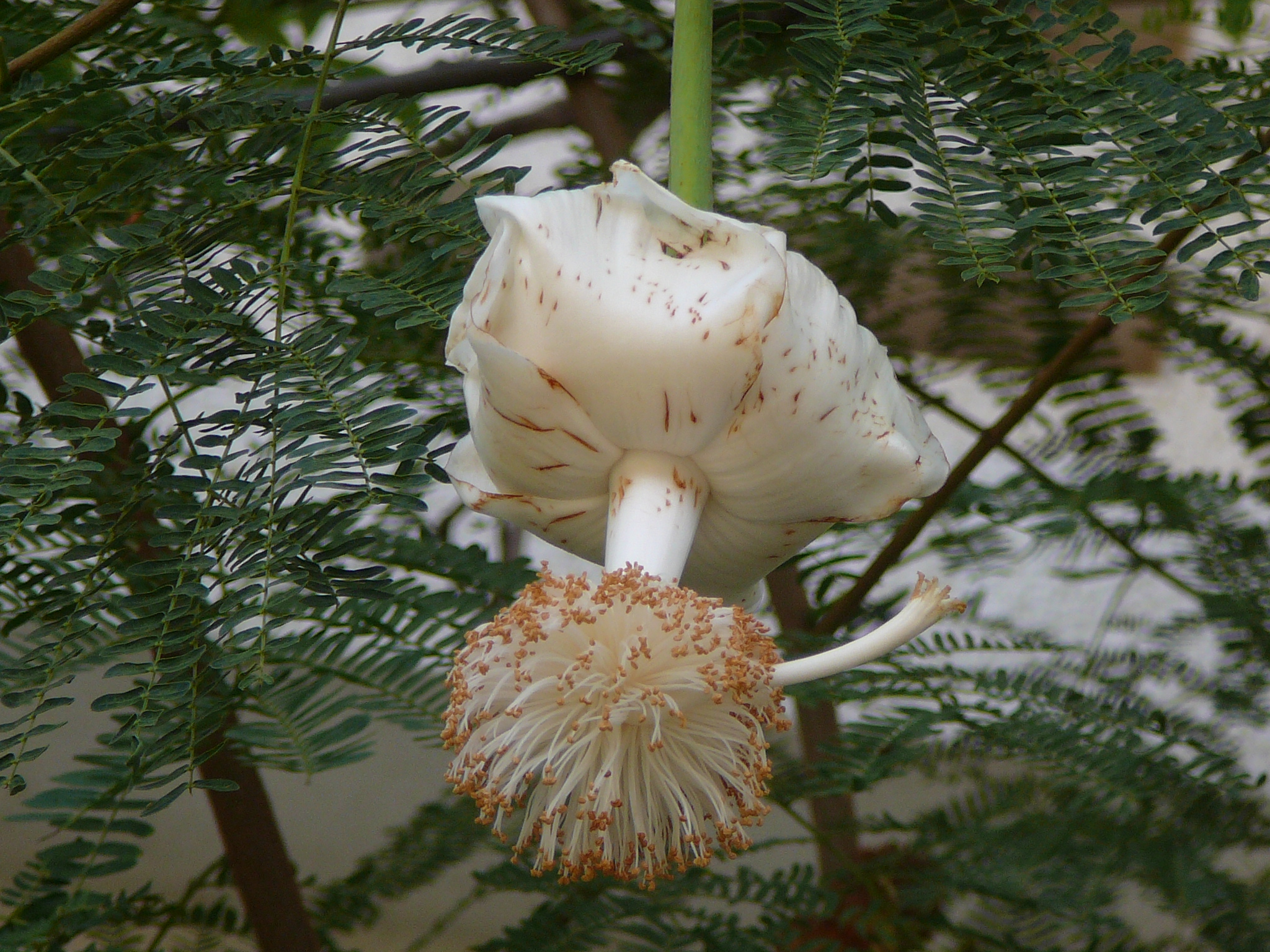
Adansonia digitata

## Vantagens da generalização
Os polinizadores flutuam em abundância e atividade independentemente de suas plantas,  e qualquer uma das espécies pode não polinizar uma planta em um determinado ano. Assim, uma planta pode estar em vantagem se atrair várias espécies ou tipos de polinizadores, garantindo a transferência de pólen a cada ano.  Muitas espécies de plantas têm a opção de auto-polinização, se não forem auto-incompatíveis. 

## Críticas das síndromes
Embora seja claro que as síndromes são observadas na natureza, há debate entre cientistas sobre a frequência com que elas ocorrem e até que ponto podemos usa-las para classificar interações planta-polinizador.  Embora algumas espécies de plantas sejam visitadas apenas por um tipo de animal (isto é, são funcionalmente específicas), muitas espécies são visitadas por polinizadores diversos.   Exemplos são flores específicas que são polinizadas por abelhas, borboletas e pássaros. A especialização estrita da depencia de uma única espécie de polinizador é relativamente rara, provavelmente porque pode resultar em sucesso reprodutivo variável ao longo dos anos, à medida que as populações de polinizadores variam significativamente.  Nesses casos, as plantas generalizam para uma ampla gama de polinizadores, e essa generalização é frequentemente encontrada na natureza. Um estudo na Tasmânia descobriu que as síndromes não previram os polinizadores. 
Este debate levou a uma reavaliação crítica das síndromes, o que sugere que, em média, cerca de um terço das plantas florescentes pode ser classificado nas síndromes clássicas.  Isso reflete o fato de que a natureza é muito menos previsível e direta do que pensavam originalmente os biólogos do século XIX. As síndromes de polinização podem ser consideradas como extremos de um continuum de maior ou menor especialização ou generalização em grupos funcionais específicos de polinizadores que exercem pressões seletivas semelhantes"  e a frequência com que as flores se conformam às expectativas das síndromes de polinização é relativamente rara. Além disso, novos tipos de interação planta-polinizador, envolvendo animais polinizadores "incomuns" estão sendo regularmente descobertos, como a polinização especializada por vespas caçadoras de aranha (Pompilidae) e caçadoras de frutas (Cetoniidae) nos campos da África do Sul. Essas plantas não se encaixam nas síndromes clássicas, embora possam mostrar evidências de evolução convergente por si mesmas. 
Uma análise de características de flores e visitação em 49 espécies no gênero de planta Penstemon descobriu que era possível separar espécies de pássaros e de polinização de abelhas muito bem, mas só usando traços florais que não eram considerados nos relatórios clássicos das síndromes, como como os detalhes da abertura das anteras. Embora uma revisão recente tenha concluído que há "evidências esmagadoras de que os grupos funcionais exercem diferentes pressões de seleção sobre características florais",  a complexidade e sutileza das interações planta-polinizador (e o crescente reconhecimento de que organismos não polinizadores como predadores de sementes pode afetar a evolução das características da flor) significa que este debate é provável que continue por algum tempo.

## Veja Também
- Zoofilia (polinização)